# Pletenina micro-mesh

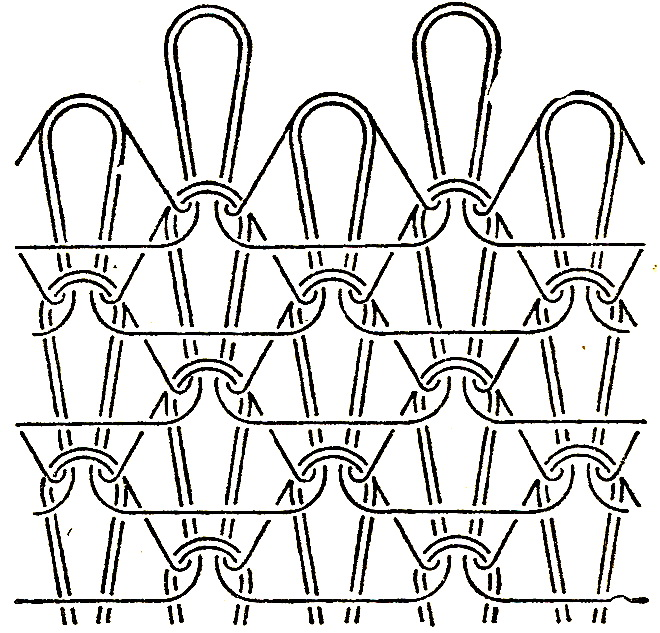
Schéma vazby micromesh

Micro-mesh je zátažná pletenina ve zvláštní chytové vazbě. 

## Způsob výroby
Vyrábí se z polyamidových filamentů. V každém druhém řádku pracují tři jehly, čtvrtá zůstane stát, takže se tam vytvoří chytová klička. V přespříštím řádku se pletení posune o jednu jehlu a vzniká tak síť z ok ve tvaru pláství. 

## Vlastnosti a použití
Protože se pletenina jen nesnadno páře, nepouští oka, začala používat v 50. letech 20. století na punčochy a (od roku 1959) na punčocháče.Spirála z chytových oček při nošení snižuje odraz světla a dávala punčoše atraktivní vzhled.. 
V 21. století se používá jen na zpevnění šlapek a kalhotové části punčocháčů. Jako upomínka na slavnou dobu módy micro-mesh se často nabízí na prodej výběr (vintage) originálů nebo napodobenin výrobků z 50.-70. let.

## Odlišné výrobky s označením micromesh
- Osnovní pleteniny, jejichž povrch sestává převážně z otvorů (asi 26 /cm2) rozmístěných ve tvaru pláství. Výrobky se měly používat na sportovní a rekreační oděvy.[7]
- Tkaná a pletená síťovina z ocelového nebo měděného drátu s průměrem 0,08-0,5 mm, otvory s průměrem 0,08-0,3 mm. Síťovina má velmi rozsáhlé použití na průmyslové a stavební konstrukce.[8]
- Micro-mesh™ je chráněná obchodní značka brusných tkanin, které vyrábí stejnojmenná firma v USA.[9]

Označení mesh se používá (mimo jiné)
- pro oboulícní  prolamovanou vazbu na  podkladném krytí. Poměrně hrubá krycí nit tvoří očka jen na vybraných jehlách, zatímco se základní, jemnější nití se plete na všech jehlách[2]
- v textilním maloobchodě pro pleteninu s mřížkovitou strukturou z nejrůznějších materiálů a s použitím na mnoho druhů oděvů i pro technické účely[10]